# Теренс Гроотусен
Теренс Клайд Леон Гроотусен (нід. Terence Clyde Leon Groothusen; нар. 16 вересня 1996, Амстердам) — нідерландський футболіст, нападник клубу німецької Регіоналліги «Рот Вайс» (Ален) та національної збірної Аруби.

## Клубна кар'єра
У 2015 році Гроотусен переведений з молодіжної до першої команди ЕДО. Але ще 2014 році почав тренуватися з першою командою в Топклассе, четвертому дивізіоні чемпіонату Нідерландів. До 2017 року Теренс двічі разом з клубом двічі понизився в класі. У 2015 році ДВС опустився в Гофтклассе (5-ий дивізіон), а 2016 року — Еерстеклассе (6-ий дивізіон). З 2015 по 2017 рік у складі ЕДО за три сезони провів 30 поєдинків.
У 2017 році перейшов до табору представника Еерстедивізі (другий дивізіон чемпіонату Нідерландів), «Дордрехта». Дебютував у другому дивізіоні нідерландського футболу 18 серпня 2017 року в програному (1:5) поєдинку першого туру проти «Фортуни» (Сіттард). Ближче до кінця сезону 2017/18 років Теренс отримав розрив хрестоподібної зв'язки, через травму перебував поза грою з квітня 2018 року по червень 2019 року.
На початку липня 2019 року Гроотусен приєднався до «Гіберніанс» з мальтійської Прем'єр-ліги. Зіграв два матчі в кваліфікації Ліга Європи УЄФА 2019/20. В обох поєдинках проти білоруського клубу «Шахтар» зі Солігорська зіграв понад 90 хвилин. Обидва матчі мальтійці програли з однаковим рахунком, 0:1. З січня по лютий 2020 року перебував без клубу.
У лютому 2020 року повернувся до Нідерландів і приєднався до «Козаккен Бойс», які на той час виступали у найвищому аматорському дивізіоні чемпіонату Нідерландів («Тведедивізі»). У липні 2020 року залишив клуб.
Після Гроотусен переїхав до Німеччини в «СВ 19 Штрален», який виступав у Регіоналлізі «Захід» (4-ий дивізіон чемпіонату Німеччини). У нещодавно підвищеному «Штралені» провів загалом 9 матчів чемпіонату, перш ніж 1 лютого 2021 року приєднатися до суперника по Регіоналлізі «Захід» «Алеманія» (Аахен). За «Алеманію» провів 10 матчів у чемпіонаті і вийшов у фінал Кубку Середнього Рейну 2020/21, в якому, однак, поступився «Вікторії» (Кельн). У серпні 2021 року Гроотусен приєднався до іншого клубу Регіоналлізі «Рот Вайс» (Ален).

## Кар'єра в збірній
У футболці національної збірної Аруби дебютував 6 вересня 2019 року в програному (0:1) поєдинку Лізі націй КОНКАКАФ 2019/20 проти Гаяни. У наступному турі Ліги націй 9 вересня 2019 року відзначився першим голом у програному (1:2) поєдинку проти Антигуа та Барбуди.

## Статистика виступів

### Клубна
| Сезон                  | Клуб              | Країна            | Змагання          | Змагання | Змагання | Кубок | Кубок | Загалом | Загалом |
| Сезон                  | Клуб              | Країна            | Змагання          | Матчі    | Голи     | Матчі | Голи  | Матчі   | Голи    |
| ---------------------- | ----------------- | ----------------- | ----------------- | -------- | -------- | ----- | ----- | ------- | ------- |
| 2014/15                | ЕДО               | Нідерланди        | Топклассе         | 1        | 0        | ?     | ?     | 1       | 0       |
| 2015/16                | ЕДО               | Нідерланди        | Гофдклассе        | ?        | 16       | ?     | ?     | ?       | 16      |
| 2016/17                | ЕДО               | Нідерланди        | Еерстеклассе      | ?        | 14       | ?     | ?     | ?       | 14      |
| 2017/18                | «Дордрехт»        | Нідерланди        | Еерстедивізі      | 21       | 0        | 0     | 0     | 21      | 0       |
| 2018/19                | «Дордрехт»        | Нідерланди        | Еерстедивізі      | 0        | 0        | 0     | 0     | 0       | 0       |
| 2019/20                | «Гіберніанс»      | Мальта            | Прем'єр-ліга      | 0        | 0        | 0     | 0     | 0       | 0       |
| Усього за кар'єру      | Усього за кар'єру | Усього за кар'єру | Усього за кар'єру | ?        | 30       | 0     | 0     | ?       | 30      |
| Станом на 4 липня 2019 |                   |                   |                   |          |          |       |       |         |         |

### У збірній
| Дата       | Місто      | Господарі         | Результат | Гості             | Турнір                                        | Голи | Примітки |
| ---------- | ---------- | ----------------- | --------- | ----------------- | --------------------------------------------- | ---- | -------- |
| 6-9-2019   | Віллемстад | Аруба             | 0 – 1     | Гаяна             | Ліга націй КОНКАКАФ 2019-2020 - Груповий етап | -    |          |
| 9-9-2019   | Норз Саут  | Антигуа і Барбуда | 2 – 1     | Аруба             | Ліга націй КОНКАКАФ 2019-2020 - Груповий етап | 1    |          |
| 12-10-2019 | Кінгстон   | Ямайка            | 2 – 0     | Аруба             | Ліга націй КОНКАКАФ 2019-2020 - Груповий етап | -    |          |
| 15-10-2019 | Віллемстад | Аруба             | 0 – 6     | Ямайка            | Ліга націй КОНКАКАФ 2019-2020 - Груповий етап | -    |          |
| 15-11-2019 | Леонора    | Гаяна             | 4 – 2     | Аруба             | Ліга націй КОНКАКАФ 2019-2020 - Груповий етап | -    |          |
| 18-11-2019 | Віллемстад | Аруба             | 2 – 3     | Антигуа і Барбуда | Ліга націй КОНКАКАФ 2019-2020 - Груповий етап | -    | 67'      |
| 2-6-2021   | Брейдентон | Кайманові Острови | 1 – 3     | Аруба             | Відбір до ЧС 2022                             | 1    | 79'      |
| Усього     |            | Матчів            | 7         |                   | Голів                                         | 2    |          |